# Російський ліс
«Російський ліс» (рос. «Русский лес») — радянський художній фільм 1964 року, режисера  Володимира Петрова. Знятий за однойменним романом  Леоніда Леонова.

## Сюжет
Юна Поля приїжджає в Москву: вона хоче знайти свого батька, професора Віхрова, і спробувати зрозуміти, чому з ним розлучилася мати. Віхров — видатний вчений, який все своє життя захищав ліс від варварського знищення. Починається війна. Професор Віхров продовжує читати лекції, доводячи студентам необхідність берегти ліс. Поліна намагається з'ясувати причини давньої чвари між батьком і академіком Грацианським.

## У ролях
- Борис Толмазов — професор Іван Віхров
- Руфіна Ніфонтова — Елана Іванівна, мати Поліни
- Ніна Дробишева — Поліна
- Микола Гриценко — академік Олександр Грацианський
- Марія Пастухова — Таїска, сестра Івана Матвійовича
- Олена Фадєєва — Наталія Сергіївна
- Аркадій Аркадьєв — Василь Книшев
- Сергій Калінін — Калина
- Юрій Яковлєв — німецький офіцер Вальтер Киттель
- Іван Дмитрієв — Валерій Крайнов
- Віктор Колпаков — Тітка
- Клавдія Половикова — Семениха
- Андрій Никонов — Ваня Віхров
- Володимир Седулін — Демидка Золотухін
- Семен Бардін — Золотухін (старший)
- Любов Соколова — Агафія, мати Івана
- Геннадій Юхтін — Опанас, брат Агафії
- Майя Булгакова — епізод
- Кларіна Фролова-Воронцова — Сапегіна
- Олена Понсова — мати Грацианського
- Вселовод Платов — майор Осмінов
- Василь Макаров — політрук
- Олександр Кашперов — староста
- Раїса Кирилова — епізод
- Олександр Лебедєв — зрадник
- Олександр Микулін — епізод
- Г. Васильєв — епізод
- В. Голіков — епізод
- Євген Шутов — Григорій, приятель Віхрова
- В'ячеслав Гостинський — Вуль
- Вероніка Бужинська — епізод (в титрах не вказано)

## Знімальна група
- Режисер — Володимир Петров
- Сценаристи — Леонід Леонов, Юрій Лукін, Володимир Петров
- Оператори — Ігор Гелейн, Валентин Захаров
- Композитор — Георгій Свиридов
- Художник — Петро Кисельов